# グレムリン (タンパク質)
グレムリン（英: gremlin）は、TGF-βシグナル伝達経路における阻害因子として機能するタンパク質である。主に骨形成を阻害し、骨形成の増加が生じる疾患やいくつかのがんへの関与が示唆されている。

## 構造
グレムリン1（Grem1）は以前はDrmという名称でも知られており、20.7 kDa、184アミノ酸からなる高度に保存された糖タンパク質である。DAN（differential screening-selected gene aberrative in neuroblastoma）ファミリーに属し、シスチンノット型分泌タンパク質である。グレムリン1は、ラット胚線維芽細胞において、v-mosによる形質転換によって転写がダウンレギュレーションされる遺伝子のスクリーニングから最初に同定された。

## 機能
Grem1は、TGF-βシグナル伝達経路においてBMPと拮抗的な相互作用を行うことが知られている。Grem1は肢芽において主にBMP2とBMP4を阻害し、自己調節フィードバック系の一部として機能している。この機能は、正常な肢芽の発生と指趾の形成に必要不可欠である。肢芽におけるGrem1によるBMPの阻害はFGF4、FGF8やSHHの転写アップレギュレーションをもたらし、肢芽の発生の進行を制御するシグナル伝達系の一部となっている。マウス胚におけるGrem1によるBMP4の調節は、腎臓や肺の分枝構造の形成にも必要不可欠である。

## 臨床的意義

### がん
がん組織と非がん組織のマイクロアレイデータから、Grem1やその他のBMPアンタゴニストががん間質細胞の生存や一部のがんの増殖に重要であることが示唆されている。Grem1の発現は多くのがんでみられ、子宮頸部、肺、卵巣、腎臓、乳房、結腸、膵臓、肉腫や癌腫で重要な役割を果たしていると考えられている。Grem1の1番から67番残基はYWHAHと相互作用し（YWHAHの相互作用部位は61番から80番残基）、ヒトのがんにおいて有望な治療標的そして診断標的とみなされている。
Grem1はヒトの肺組織の内皮細胞の血管新生においてBMP依存的な役割も果たしており、がんの発生におけるGrem1の役割を示唆している。

### 骨
マウスでは、出生後のGrem1の欠失によって骨形成が増加し骨梁の体積が増大するのに対し、過剰発現は骨形成の阻害と骨減少症を引き起こす。Grem1を1コピーのみコンディショナル欠失させた場合には異常な表現型は生じず、双方のコピーを欠失させた場合にも1月齢の雄マウスで表現型にわずかな差異がみられるだけである。そしてこの差異も3月齢以降は観察されなくなる。
Grem1は骨の発生に重要な役割を果たしている一方で、成体における機能の理解は進んでいない。Grem1の過剰発現は骨芽細胞の分化の低下もしくは骨形成や骨再構築能の阻害をもたらす。さらに、マウスの肢芽でのGrem1の過剰発現はBMPシグナルを阻害し、指趾の喪失そして多指症の原因となる場合がある。間質細胞や骨芽細胞でのGrem1の過剰発現はBMPの阻害に加えて、Wnt/β-カテニンシグナル伝達経路の活性化を阻害する。Grem1とWntシグナル伝達経路の相互作用は十分には理解されていない。

## 転写調節
Grem1がいつ、どこで転写されるかは、Gliタンパク質によって調節されるシス調節エレメントの制御下に置かれている。マウスの肢芽では、このエレメントはGrem1の転写のサイレンサー、エンハンサーの双方として機能しうることが報告されている。また、Grem1の転写を調節する他のエレメントも発見されている。